# Maike van der Duin
Maike Marleen van der Duin (Assen, 12 september 2001) is een Nederlands weg- en baanwielrenster. Sinds 2023 komt ze uit voor Canyon-SRAM.

## Carrière
Al in de jeugd liet Van der Duin haar talent blijken, ze won 6x een NK in de jeugdcategorieën waarvan de 1e keer bij de 8-jarige meisjes in 2009. In 2020 reed ze voor Biehler Krush Pro Cycling en behaalde ze een tweede plaats op de scratch tijdens de Europese kampioenschappen baanwielrennen voor beloften. In 2021 en 2022 kwam ze uit voor het Britse Drops-Le Col.
Van der Duin viel op in de Tour de France Femmes 2022 met tweemaal een vijfde en één zesde plaats in sprintetappes. De eerste twee ritten droeg ze de witte trui van het jongerenklassement en in de tweede rit verdiende ze het rode rugnummer van de strijdlust. Uiteindelijk werd ze elfde in het puntenklassement en vijftiende in het jongerenklassement. In oktober 2022 won ze twee zilveren medailles op het wereldkampioenschap op de baan: op het omnium en de scratch.

## Palmares

### Wegwielrennen
2019
3e etappe Omloop van Borsele, junioren
2021
Omloop der Kempen
2022
 Strijdlustigste in 2e etappe Tour de France Femmes

#### Resultaten in voornaamste wedstrijden
| Jaar | Gent-Wevelgem | Ronde van Vlaanderen | Parijs-Roubaix | Amstel Gold Race | Ronde van Drenthe |
| ---- | ------------- | -------------------- | -------------- | ---------------- | ----------------- |
| 2021 | 45e           | 43e                  | opgave         |                  |                   |
| 2022 | 50e           | 36e                  |                | 89e              | 69e               |
| 2023 | ↑             | 13e                  | 48e            |                  | ↑                 |
| 2024 | opgave        |                      |                |                  |                   |
| 2025 | opgave        |                      |                |                  |                   |

### Baanwielrennen
| Jaar        | NK                                      | EK                                | WK               | Olympische Spelen | Overig     |
| Als junior  | Als junior                              | Als junior                        | Als junior       | Als junior        | Als junior |
| ----------- | --------------------------------------- | --------------------------------- | ---------------- | ----------------- | ---------- |
| 2017        | sprint · achtervolging                  |                                   |                  |                   |            |
| 2018        | 500m                                    |                                   |                  |                   |            |
| 2019        |                                         | scratch · puntenkoers             |                  |                   |            |
| Als belofte |                                         |                                   |                  |                   |            |
| 2020        |                                         | scratch                           |                  |                   |            |
| 2021        | scratch · madison · omnium · afvalkoers |                                   |                  |                   |            |
| 2022        |                                         |                                   |                  |                   |            |
| 2023        |                                         | afvalkoers · puntenkoers · omnium |                  |                   |            |
| Als elite   |                                         |                                   |                  |                   |            |
| 2019        | ploegenachtervolging · scratch          |                                   |                  |                   |            |
| 2020        |                                         |                                   |                  |                   |            |
| 2021        |                                         |                                   | scratch          |                   |            |
| 2022        | derny                                   |                                   | omnium · scratch |                   |            |
| 2023        |                                         | afvalkoers                        | scratch          |                   |            |
| 2024        |                                         |                                   |                  | koppelkoers       |            |
| 2025        |                                         | koppelkoers · puntenkoers         |                  |                   |            |

## Ploegen
- 2020 –  Biehler Krush Pro Cycling
- 2021 –  Drops-Le Col
- 2022 –  Le Col-Wahoo
- 2023 –  Canyon-SRAM
- 2024 –  Canyon-SRAM
- 2025 –  Canyon//SRAM zondacrypto

Bennett · Christian · Christmas · Van der Duin · Van 't Geloof · Martins · Meakin · Moberg · Lowden · Olsen · Penton · Smekal · Tacey · Towers
Van Agt (vanaf 1/5) · Christian · Van der Duin · Van 't Geloof · Holden · King · Martins · Merino · Moberg · Perkins · Tacey · Towers · Vandenbulcke · Verhulst
Bäckstedt (vanaf 1/9) · Bauernfeind · Bossuyt · Bradbury · Chabbey · Cromwell · van der Duin · Dygert · Niedermaier · Niewiadoma · Paladin · Rooijakkers · Roy · Skalniak-Sójka · Towers
Bäckstedt · Bauernfeind · Bossuyt · Bradbury · Chabbey · Cromwell · Czapla · van der Duin · Dygert · Morrice · Niedermaier · Niewiadoma · Paladin · Skalniak-Sójka · Towers
Aintila · Bäckstedt · Bauernfeind · Bradbury · Consonni · Cromwell · Czapla · van der Duin · Dygert · Klöser · Kolesava · Martins · Niedermaier · Niewiadoma · Paladin · Skalniak-Sójka · Towers · Uttrup Ludwig